# Berry Brothers
I Berry Brothers sono stati un gruppo afroamericano di danza acrobatica e tip-tap, costituito dai fratelli Berry: Ananias "Nyas" Berry (New Orleans, 18 agosto 1913 - New York, 5 ottobre 1951), James Berry (New Orleans, 9 luglio 1915 - New York, 28 gennaio 1969), e Warren Berry (Denver, 25 dicembre 1922 - Los Angeles, 10 agosto 1996). Prima di raggiungere il successo come gruppo di danza dagli anni Trenta agli anni Cinquanta, i fratelli Berry hanno avuto anche un'intensa esperienza individuale come attori bambini nel cinema muto degli anni Venti.

## Storia del gruppo
Ananias "Nyas" Berry ed il fratello James Berry nascono a New Orleans in Louisiana in una famiglia afroamericana, rispettivamente nel 1913 e nel 1915. Già nel 1919 i due fratellini si esibiscono assieme nelle chiese di Chicago recitando poesie e racconti di Paul Laurence Dunbar e quindi a Denver in spettacoli pubblici. A Denver nasce anche il loro fratello minore Warren. La vera passione di Ananias e James è però la danza e presto, vinte le iniziali resistenze paterne, il loro talento attira le attenzioni di impresari teatrali. Nella metà degli anni venti la famiglia si trasferisce ad Hollywood dove i due fratelli maggiori si esibiscono in locali pubblici e nelle feste private organizzate dei grandi divi del cinema come Mary Pickford e Clara Bow. A Ananias e James (e occasionalmente anche al piccolo Warren) vengono offerti anche piccoli ruoli in produzioni cinematografiche e in cortometraggi prodotti a imitazione del popolare modello delle Simpatiche canaglie. Con Ernest Morrison, Eugene Jackson, Allen Hoskins, Jimmy Robinson (e le piccole Dorothy Morrison, Jannie Hoskins e Hannah Washington), i fratelli Berry diventano così parte di quel ristretto numero di attori bambini afroamericani che riuscirono a ritagliarsi un ruolo di un qualche rilievo nel cinema muto americano, nonostante i personaggi fortemente stereotipati loro affidati.
Dal 1929 Ananias e James (assunto il nome dei Berry Brothers) lasciano il cinema per cominciare a lavorare nel circuito del vaudeville. A New York si esibiscono regolarmente nei locali del Cotton Club e in eventi speciali al Copacabana o al Radio City Music Hall (dove il 27 dicembre 1932 sono tra gli artisti che prendono parte allo spettacolo di inaugurazione). Sono impegnati in lunghe tournée nelle principali città degli Stati Uniti e in Inghilterra (dove partecipano alla rivista Blackbirds of 1928).
Quando nel 1934, Ananias si sposa con Valaida Snow, anch'ella una famosa cantante e musicista del vaudeville, il suo posto nel duo dei Berry Brothers è preso dal fratello minore Warren, allora dodicenne. Il matrimonio (e il sodalizio artistico) tra Ananias e Valaida però ha breve durata ed Ananias si riunisce ai fratelli James e Warren a formare il trio dei Berry Brothers, che negli anni seguenti conoscerà un ancor più straordinario successo, esibendosi negli Stati Uniti e in Europa nei locali più famosi: l'Apollo Theater, lo Zanzibar Café e il Savoy Ballroom a New York, il Moulin Rouge a Parigi, e il Rio Cabana a Chicago.
I Berry Brothers sono gli unici a poter competere da pari a pari con gli altrettanto famosi Nicholas Brothers. Nel 1938 i due gruppi si "sfidano" pubblicamente in una serata divenuta leggendaria al Cotton Club di New York.
Negli anni Quaranta il trio appare anche in alcune produzioni cinematografiche di Hollywood e nel "all-black" film Boarding House Blues (1948).
L'esperienza del trio si interrompe bruscamente con la precoce morte di Ananias nel 1951, a soli 38 anni, per insufficienza cardiaca a New York dove è sepolto al Long Island National Cemetery. James e Warren continuano per qualche tempo ad esibirsi assieme o individualmente, ma problemi fisici all'anca presto costringono anche Warren al ritiro.
James muore nel 1969 a New York. Warren si trasferisce a Los Angeles dopo per oltre 15 anni lavora come film editor e muore nel 1996.

## Filmografia

### Cortometraggi
- Happy Days (1924) - James Berry
- The Blow Up (1924) - James Berry
- Oh, Teacher! (1924) - James Berry
- Low Bridge (1924) - James Berry
- Here He Comes (1924) - James Berry
- Speed Boys (1924) - James Berry
- Don't Fall (1924) - James Berry
- Baby Blues, regia di Jules White (1925) - James Berry
- Happy Days (1926) - James Berry
- Oh Boy (1927) - Nyas & Warren Berry
- The Newlyweds' Christmas Party (1927) - Nyas Berry

### Lungometraggi
- $50,000 Reward, regia di Clifford S. Elfelt (1924) - Nyas Berry
- San Francisco, regia di W.S. Van Dyke II (1936) - Nyas Berry
- The Music Goes 'Round, regia di Victor Schertzinger (1936) - Nyas Berry
- Lady Be Good, regia di Norman Z. McLeod (1941) - The Berry Brothers (Nyas, James & Warren)
- Panama Hattie, regia di Norman Z. McLeod (1942) - The Berry Brothers (Nyas, James & Warren)
- Boarding House Blues, regia di Josh Binney (1948) - The Berry Brothers (Nyas, James & Warren)
- You're My Everything, regia di Walter Lang (1949) - The Berry Brothers (Nyas, James & Warren)